# Macchia stellare

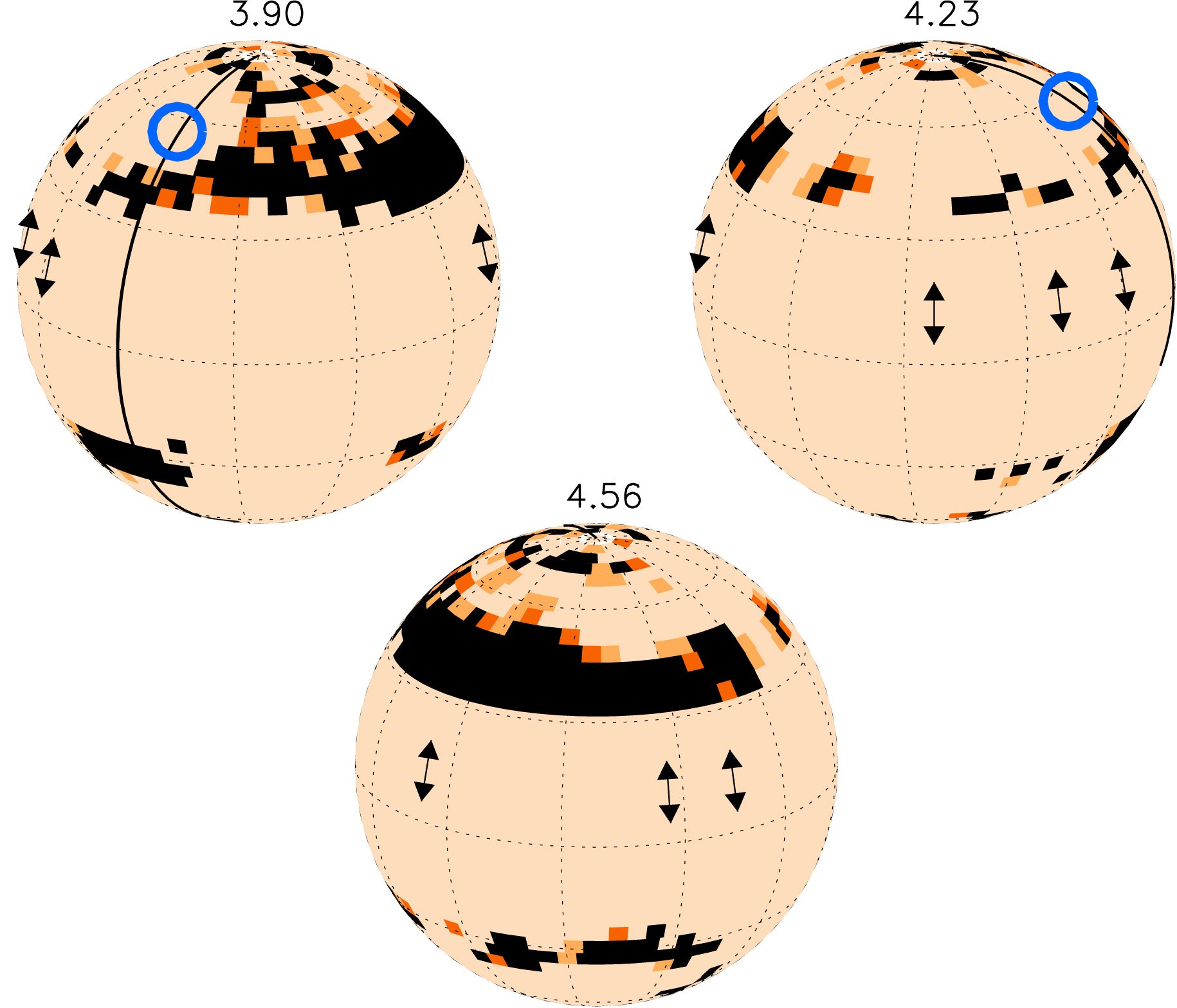
Il mappaggio delle macchie fotosferiche rilevate sulla stella altamente attiva BO Microscopii (soprannominata Speedy Mic). ESO

Le macchie stellari sono delle aree nella fotosfera di una stella caratterizzate da una temperatura minore rispetto all'ambiente circostante e da una forte attività magnetica. Le macchie stellari più studiate sono quelle presenti sulla superficie del Sole, ovvero le macchie solari. Le macchie di dimensioni simili a quelle rinvenute nella nostra stella sono estremamente difficili da trovare, poiché sono troppo piccole per causare delle fluttuazioni percettibili nella luminosità dell'astro. Le macchie osservate sinora sono, infatti, tutte almeno 100 volte più grandi di quelle presenti sul Sole, ed arrivano a coprire aree pari a quasi il 30 % della superficie della stella che le manifesta.

## Rilevamento e misurazioni
Per rilevare e misurare l'estensione di macchie stellari vengono impiegati diversi metodi:
- Per stelle a rotazione rapida - il Doppler imaging e lo Zeeman-Doppler imaging.

Con la tecnica di imaging Zeeman-Doppler la direzione del campo magnetico sulle stesse può essere determinato poiché le linee di spettro si scindono seguendo l'effetto Zeeman, e rivelando la direzione e la magnitudine del campo.
- Per stelle a rotazione lenta - Line Depth Ratio (LDR).

Con questa tecnica si misurano due linee di spettro diverse, una sensibile alla temperatura ed una che non lo è. Poiché le macchie stellari possiedono una temperatura più bassa del loro ambiente circostante la linea sensibile alla temperatura cambia la sua profondità. Dalla differenza tra queste due linee possono essere calcolati la temperatura e la dimensione della macchia, con una precisione per la temperatura di 10K.
- Per stelle binarie ad eclisse - l'Eclipse mapping produce immagini e mappe delle macchie di entrambe le stelle.[1]

## Temperatura
Le macchie solari osservate hanno una temperatura che di solito è 500-2000 kelvin inferiore rispetto a quella della fotosfera stellare. Questa differenza di temperatura può dar luogo ad una variazione di luminosità fino ad una magnitudine di 0,6 tra la macchia e la superficie circostante.
Sembra inoltre essere presente una relazione tra la temperatura della macchia e la temperatura della fotosfera stellare, che indica che le macchie stellari si comportano in modo simile a diversi tipologie di stelle (osservato in nane G-K)

## Durata
La durata di una macchia stellare dipende dalla sua dimensione. 
- Per macchie piccole la durata è proporzionale alla loro dimensione, così come avviene alle macchie presenti sul Sole.
- Per macchie grandi le dimensioni dipendono dalla rotazione differenziale della stella, ma ci sono alcuni dati che indicano che macchie grandi che danno luogo a variazioni di luce possono durare per molti anni anche in stelle con rotazione differenziale.

## Cicli di attività
La distribuzione di macchie stellari sulla superficie stellare varia in modo analogo a quanto succede per il Sole, ma è differente per alcuni tipi di stelle (ad esempio, dipende dal fatto che la stella sia una binaria o meno. Gli stessi tipi di cicli di attività che si ritrovano per il Sole possono essere osservati per altre stelle, corrispondendo così al ciclo solare di 11 anni (2 volte). Alcune stelle hanno cicli più lunghi, forse in maniera analoga ai minimi di Maunder per il Sole.

## Cicli flip-flop
Un altro ciclo di attività è il cosiddetto ciclo flip-flop, che prevede che l'attività su ogni emisfera si sposti da una parte all'altra. Gli stessi fenomeni possono essere osservati sul Sole, con intervalli di 3.8 e 3.65 anni rispettivamente per l'emisfero settentrionale e per quello meridionale. 
I fenomeni flip-flop vengono osservati sia nelle stelle binarie RS CVn sia nelle stelle singole sebbene la durata dei cicli sia diversa tra stelle binarie e singole.